# فالموث (كورنوال)
فالموث (بالإنجليزية: Falmouth)‏ هي مدينة تقع في جنوب غرب إنجلترا في كورنوال بالمملكة المتحدة. بلغ عدد سكانها 21.797 نسمة حسب إحصاء عام 2011.

## أعلام
- لويس بيلي
- جون مارك
- ستانلي بينيت هوف
- جيمس سلك بكنغهام
- فنسنت كينغ
- ويليام ماير
- جيمي داي
- كيفن ميلر